# Fórum Ruy Barbosa
O Fórum Ruy Barbosa é um edifício público do estado da Bahia, localizado no município de Salvador, no Largo do Campo da Pólvora, bairro de Nazaré, inaugurado a 5 de novembro de 1949. Foi construído para a instalação de todos os serviços da Justiça na capital e em homenagem à Ruy Barbosa, abrigando seus restos mortais.

## Histórico
Sua construção foi iniciada em 1934, período em que o Desembargador Pedro Ribeiro de Araújo Bittencourt ocupava a presidência do Tribunal de Justiça (na época chamado de Corte de Apelação), embora a ideia de construir o fórum tenha surgido com o centenário da Independência da Bahia, onze anos antes, época em que a Justiça baiana funcionava em sedes provisórias. Entretanto as obras foram interrompidas com a instauração do Estado Novo.
Em 1947, no governo de Otávio Mangabeira, as obras do Fórum Ruy Barbosa, nova sede do Tribunal de Justiça do Estado da Bahia, foram retomadas e deveriam ser concluídas a tempo para a comemoração do centenário de nascimento do jurista baiano. Na inauguração, os restos mortais de Ruy Barbosa, trazidos do Rio de Janeiro, foram abrigados em uma cripta com a seguinte inscrição: Estremeceu a pátria, viveu no trabalho e não perdeu o ideal. Um monumento, intitulado Cabeça de Rui Barbosa de autoria do escultor Mário Cravo Júnior, foi erguido em sua homenagem seguido de uma placa com outra inscrição: A Ruy Barbosa, maior de seus filhos, a Bahia oferece este Fórum, inaugurado a 5 de novembro de 1949, em comemoração do primeiro centenário do seu nascimento.
Em março de 2000, o Fórum Ruy Barbosa deixa de ser sede do Tribunal de Justiça do Estado da Bahia - que foi instalado no Centro Administrativo da Bahia, mas permanece a abrigar unidades judiciárias da Comarca de Salvador.